# 살찐꼬리두나트
살찐꼬리두나트(Sminthopsis crassicaudata)는 주머니고양이목 주머니고양이과에 속하는 쥐를 닮은 유대류의 일종이다. 평균 몸길이는 60~90mm이고 꼬리 길이는 45~70mm이다. 귀 길이는 14~16mm이다. 가장 작은 육식성 유대류의 하나로 몸무게는 10~20g 사이이다. 꼬리 기부쪽부터 살이 몇 mm 찌며, 꼬리 끝까지 유지된다.

## 분포 및 서식지
오스트레일리아의 살찐꼬리두나트는 웨스턴오스트레일리아 주 킴벌리 지역과 아넴랜드와 같은 노던 준주 북부와 카카두 국립공원을 제외한 다양한 서식지에 분포하지만, 빅토리아 주의 완난과 말리 관목 서식지는 피해서 서식한다. 빅토리아 주 북동부에서, 살찐꼬리두나트는 풀이 우거진 삼림과 삼파이아 관목 지대에서도 발견된다. 아종 S. c. crassicaudata은 퀸즐랜드 주 에핑숲 국립공원에서 발견되며, 아종 S. c. ferruginea은 사우스오스트레일리아 주 에어호 주변에서 발견된다. 아종 S. c. centralis는 킬랄판니나(에어 호 동부)에서 서식란다. 살찐꼬리두나트는 심슨 사막과 깁슨 사막과 같은 오스트레일리아 사막 대부분에서 발견된다.